# Grünsfeld
Grünsfeld là một thị trấn nằm ở huyện Main-Tauber-Kreis, thuộc bang Baden-Württemberg, Đức. Nơi đây nằm cách Tauberbischofsheim 6 km vế phía đông và cách Würzburg 25 km về phía tây nam. Thị trấn bao gồm các làng Grünsfeld, Grünsfeldhausen, Krensheim, Kützbrunn, Paimar và Zimmern.

## Dân số
| Năm  | Số dân |
| ---- | ------ |
| 1961 | 1920   |
| 1970 | 1964   |
| 1991 | 3492   |
| 1995 | 3785   |
| 2005 | 3847   |
| 2010 | 3703   |
| 2015 | 3603   |
| 2020 | 3629   |

## Thư viện ảnh

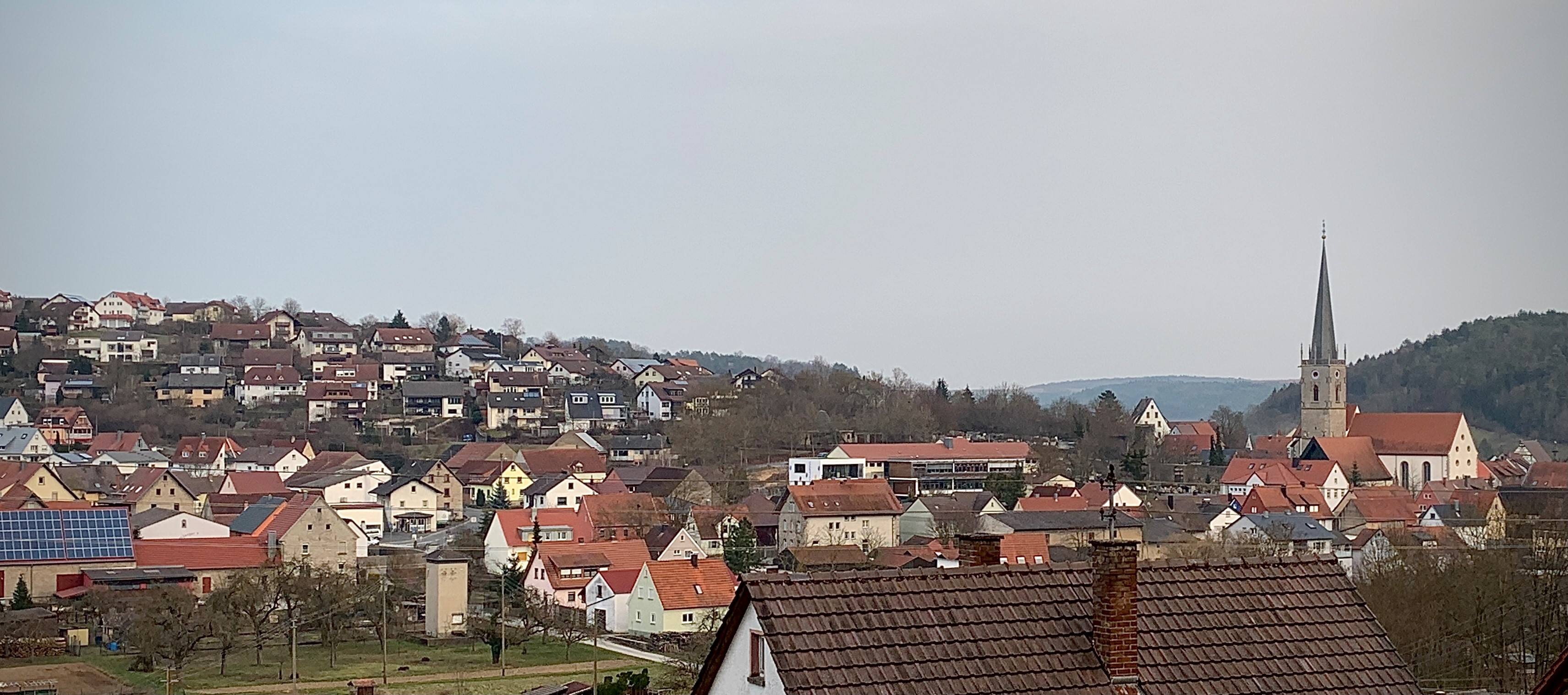
Grünsfeld với nhà thờ thị trấn Thánh Peter và Paul
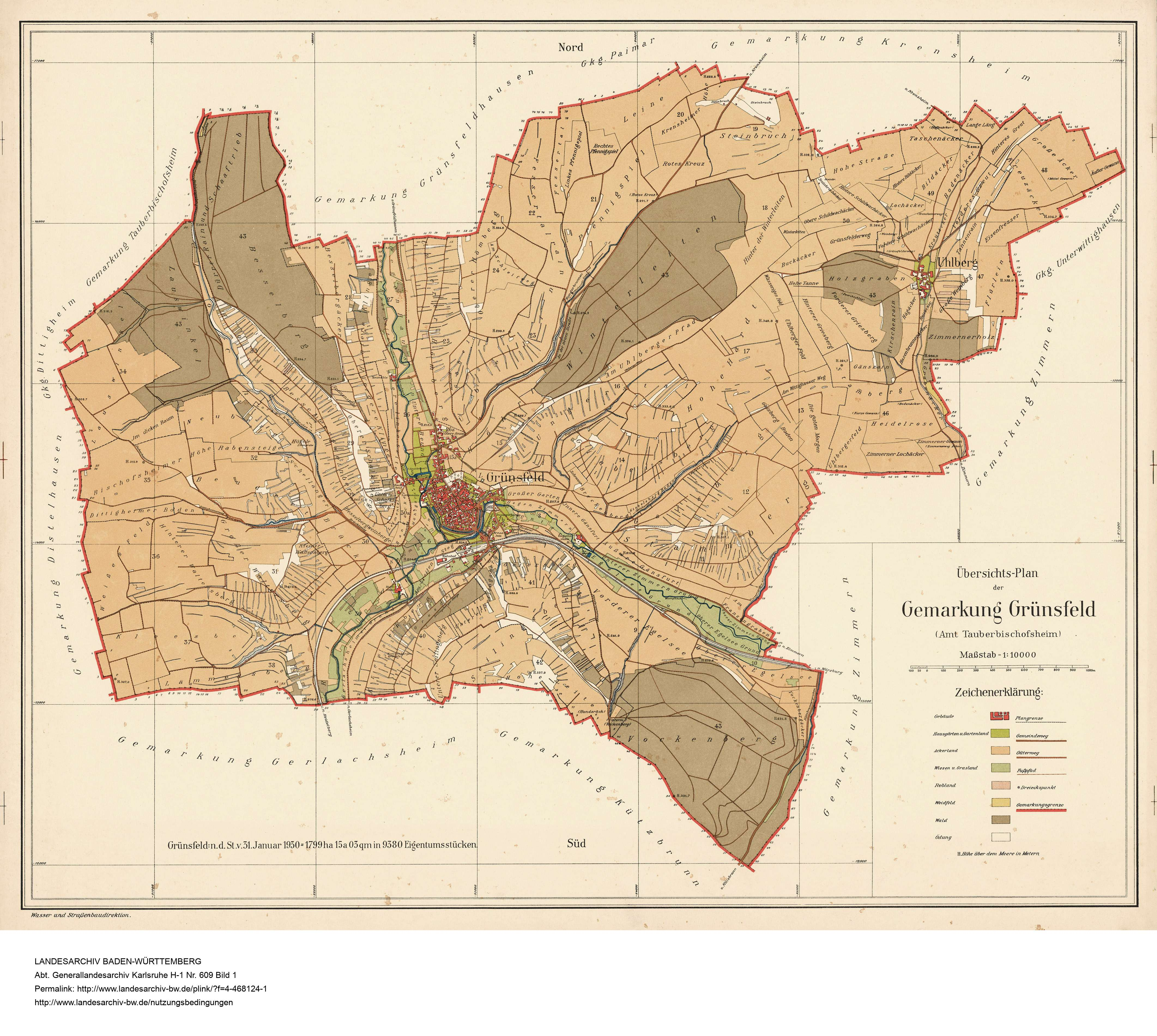
Quận Grünsfeld, năm 1930
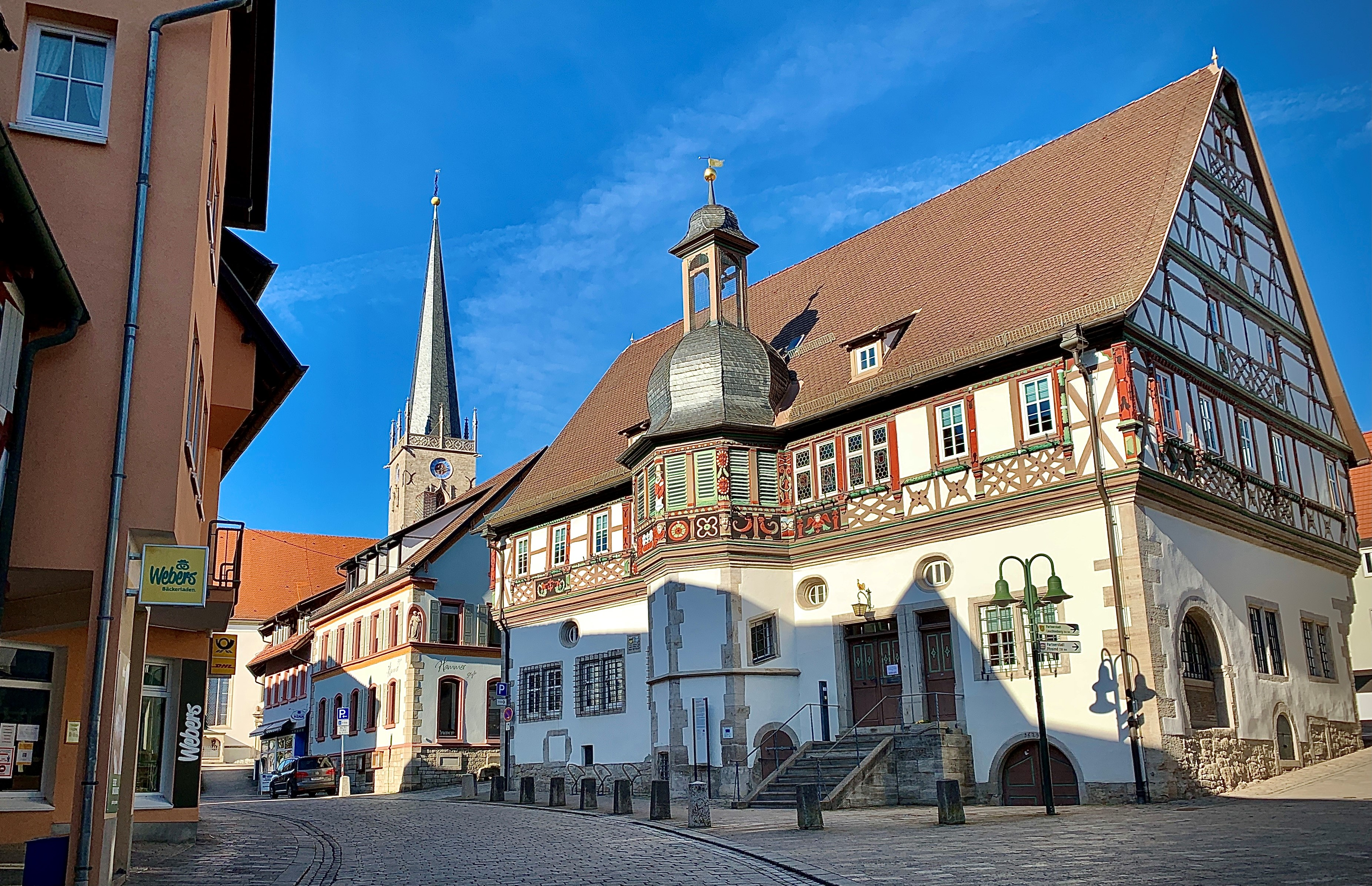
Tòa thị chính với nhà thờ thị trấn ở Grünsfeld
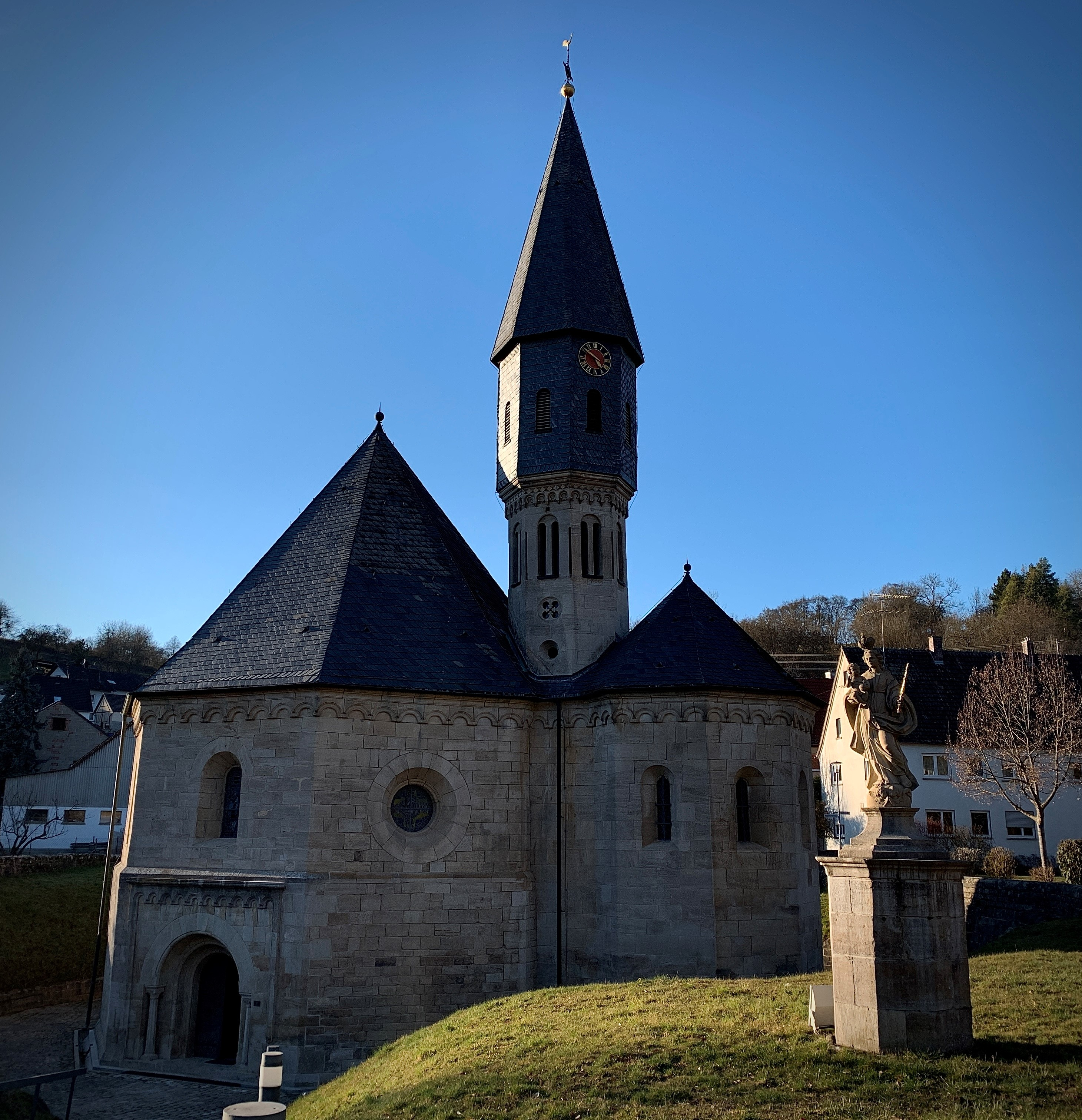
Nhà nguyện St. Achatius ở Grünsfeldhausen
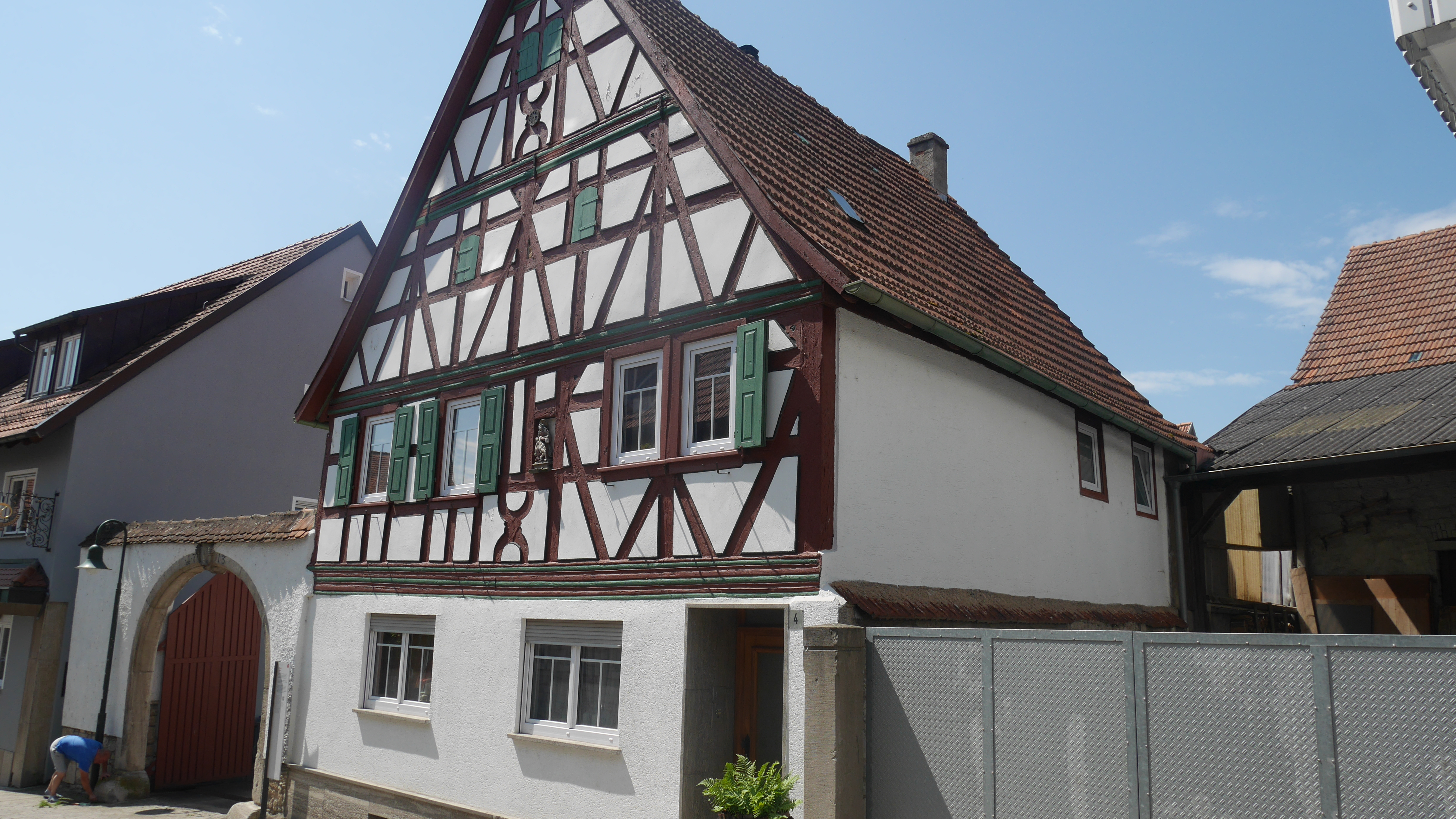
House Derr tại Abt-Wundert-Strasse 4 (Grünsfeld)
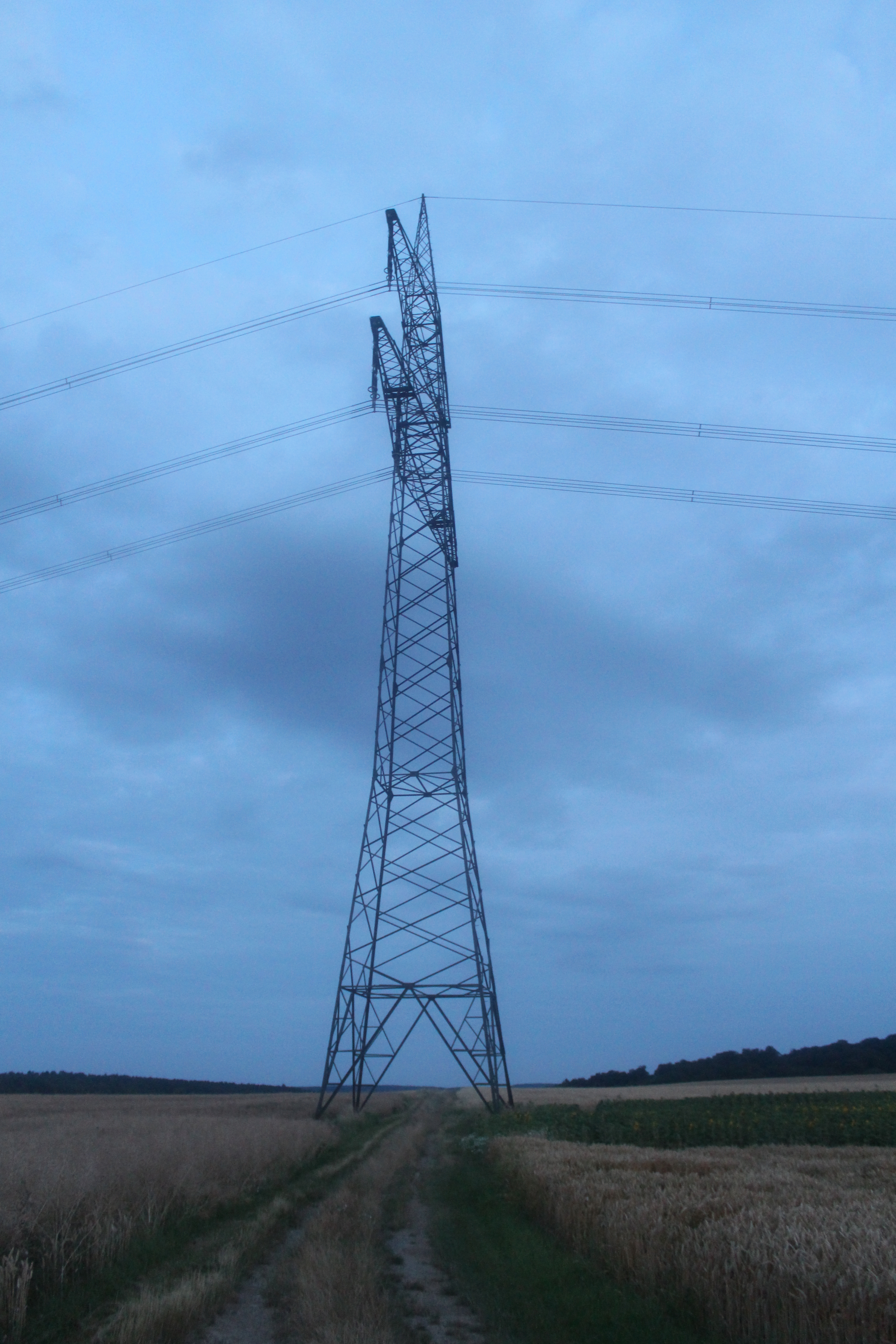
Cột điện cao thế ở phía nam Krensheim, dưới là con đường đất chạy qua